# Minebea Intec
Minebea Intec (früher Sartorius Intec) ist ein Hersteller von Produkten, Lösungen und Serviceleistungen in der industriellen Wäge- und Inspektionstechnologie. Das Unternehmen hat seinen Hauptsitz in Hamburg, Deutschland (Minebea Intec GmbH). Minebea Intec beschäftigt international rund 1000 Mitarbeiter an 19 Standorten mit eigenen Produktionsstätten sowie Vertriebs- und Serviceorganisationen. Durch etwa 185 zertifizierte internationale Distributionspartner ist Minebea Intec in rund 65 Ländern tätig.
Minebea Intec ist Teil der MinebeaMitsumi-Gruppe, eines Anbieters für Fertigungsteile, wie z. B. Kugellager oder Motoren, sowie elektronische Komponenten, wie z. B. Sensoren, Antennen und IoT-Lösungen.

## Geschichte

### Sartorius
Am 1. Juli 1870 eröffnete Florenz Sartorius die feinmechanische Werkstatt F. Sartorius in Göttingen. Der steigende Erfolg des Unternehmens lag in erster Linie an der Produktion der neu entwickelten kurzarmigen Analysenwaage, die aus dem damals neuartigen Leichtmetall Aluminium gefertigt wurde. Die Analysenwaage setzte sich durch und erfreute sich auch im Ausland immer größerer Beliebtheit.
Der Betrieb F. Sartorius wuchs stetig und hatte bereits über 60 Angestellte, als im Jahr 1895 die 3000ste Analysenwaage gefertigt wurde. Es folgte im Jahr 1911 der Bau der 10.000sten Analysenwaage; die Waage mit der Nummer 100.000 wurde im Jahr 1958 gefertigt. Im Jahr 1970 baute die Firma Sartorius die ersten elektronischen Präzisions- und Analysenwaagen. Aufgrund der großen Nachfrage gründete das Unternehmen in den darauffolgenden Jahren zahlreiche Tochtergesellschaften im Ausland.
Im Jahr 1997 entwickelte Sartorius die monolithische Wägezellentechnologie und erweiterte das industrielle Produktportfolio. Es folgte daraufhin der Zukauf der Firmen Boekels im Jahr 1998 und GWT im Jahr 1999. Boekels war zu der Zeit Marktführer im Bereich Qualitätskontrolle, Prozess- und Metallsuchtechnik. Das Produktportfolio wurde im Jahr 2002 durch die Einführung der neuartigen Industriewaagenserie Combics erweitert. Der Bereich Röntgeninspektionstechnologie kam im Jahr 2008 hinzu.
Im Jahr 2014 wurde einer Umstrukturierung zufolge der Industriebereich „industrielle Wägetechnik“ von Sartorius zu Sartorius Intec umbenannt und an den japanischen Konzern Minebea Co., Ltd. verkauft. Es folgte eine Umfirmierung von Sartorius Intec zu Minebea Intec im Jahr 2016. Zu Beginn 2018 erfolgte die Gründung von Minebea Intec RUS.

### Boekels
Im Jahr 1948 entwickelte die Firma Boekels aus Aachen unter der Leitung von Hans Boekels den weltweit ersten Metalldetektor. Die Technologie wurde in der Nachkriegszeit vermehrt in der Holz- und Kohleindustrie und zunächst zum Maschinenschutz eingesetzt, um Überreste von Bomben, Granaten und Munition zu finden. Die Fremdkörper wurden beispielsweise in Baumstämmen detektiert, um die Sägeblätter der Holzproduktion zu schützen. Metalldetektoren wurden auch auf Flüssen eingesetzt, um Kriegsüberreste unter Wasser zu detektieren. Mit der Zeit wurde die Metallsuchtechnologie zunehmend in der Lebensmittel- und Pharmaindustrie und zum Schutz der Konsumenten eingesetzt. Die Firma Boekels war lange Zeit in vielen Bereichen der Metalldetektion der einzige Marktanbieter.
Im Jahr 1969 entwickelte Boekels die erste dynamische Kontrollwaage. Im Jahr 1998 wurde die Firma Boekels von der Sartorius AG akquiriert.

### Philips
Die Firma Philips Electronical Weighing wurde im Mai 1891 in Eindhoven, Niederlande gegründet. Das Unternehmen entwickelte und produzierte im Jahr 1947 die weltweit ersten Drahtdehnungsstreifen. 1950 wurde die erste industrielle Wägezelle entwickelt. Es folgte in den Jahren 1953–1956 eine Serie von insgesamt elf verschiedenen industriellen Wägezellentypen.
Als weitere technologische Entwicklung folgte im Jahr 1970 das erste digitale Wäge- und Dosiersystem. Ab 1972 wurde die Sparte „industrielle Wägetechnologie“ von Eindhoven, Niederlande, nach Hamburg, Deutschland, verlegt. 1982 entwickelte Philips Electronical Weighing dort die erste Industriewaage für den explosionsgefährdeten Bereich. Im Jahr 1999 wurde die Sparte „industrielle Wägetechnologie“ von Philips Electronical Weighing an die Firma Global Weighing Technologies GmbH (kurz GWT) verkauft. Kurz darauf, im Jahr 1999, akquirierte die Sartorius AG das Unternehmen GWT.

## Produkte
Das Produktportfolio von Minebea Intec beinhaltet unter anderem:
- hochauflösende Plattformwaagen
- Wägezellen
- Wägeelektroniken
- Behälter- und Silowaagen
- Fahrzeugwaagen-Komponenten
- Tisch- und Bodenwaagen
- dynamische Kontrollwaagen
- Metalldetektoren
- Röntgeninspektionssysteme
- Softwarelösungen
- Ex-Lösungen[6]

## Konzernstruktur
Die Minebea Intec GmbH mit Hauptsitz in Hamburg unterhält folgende Tochterunternehmen (Stand Februar 2018):
- Minebea Intec Bovenden GmbH & Co. KG
- Minebea Intec Aachen GmbH & Co. KG
- Minebea Intec India Private Limited
- Minebea Intec Austria GmbH
- Minebea Intec Switzerland AG
- Minebea Intec Italy S.r.l.
- Minebea Intec USA Inc.
- Minebea Intec Belgium BVBA
- Minebea Intec UK Ltd.
- Minebea Intec Netherlands B.V.
- Minebea Intec Spain S.L.
- Minebea Intec France
- Minebea Intec Poland Sp. z.o.o
- Minebea Intec RUS LLC
- Sartorius Industrial Weighing Equipment Co. Ltd.